# Église Saint-Jean-Baptiste de Matera
Pour les articles homonymes, voir Église Saint-Jean-Baptiste.
L'église Saint-Jean-Baptiste est une église de la ville de Matera dans la province de la Basilicate en Italie.
Elle a été la première structure sacrée située en dehors des murs de la ville.
Construite, à partir de 1230, sur les fondations d'une ancienne église appelée à l'époque « Santa Maria Nuova », elle a été achevée en 1233. Pendant la Bataille d'Otrante (1480), elle a été abandonnée, puis rouverte en 1695 et dédiée à saint Jean-Baptiste. La structure a subi plusieurs modifications au fil des siècles.

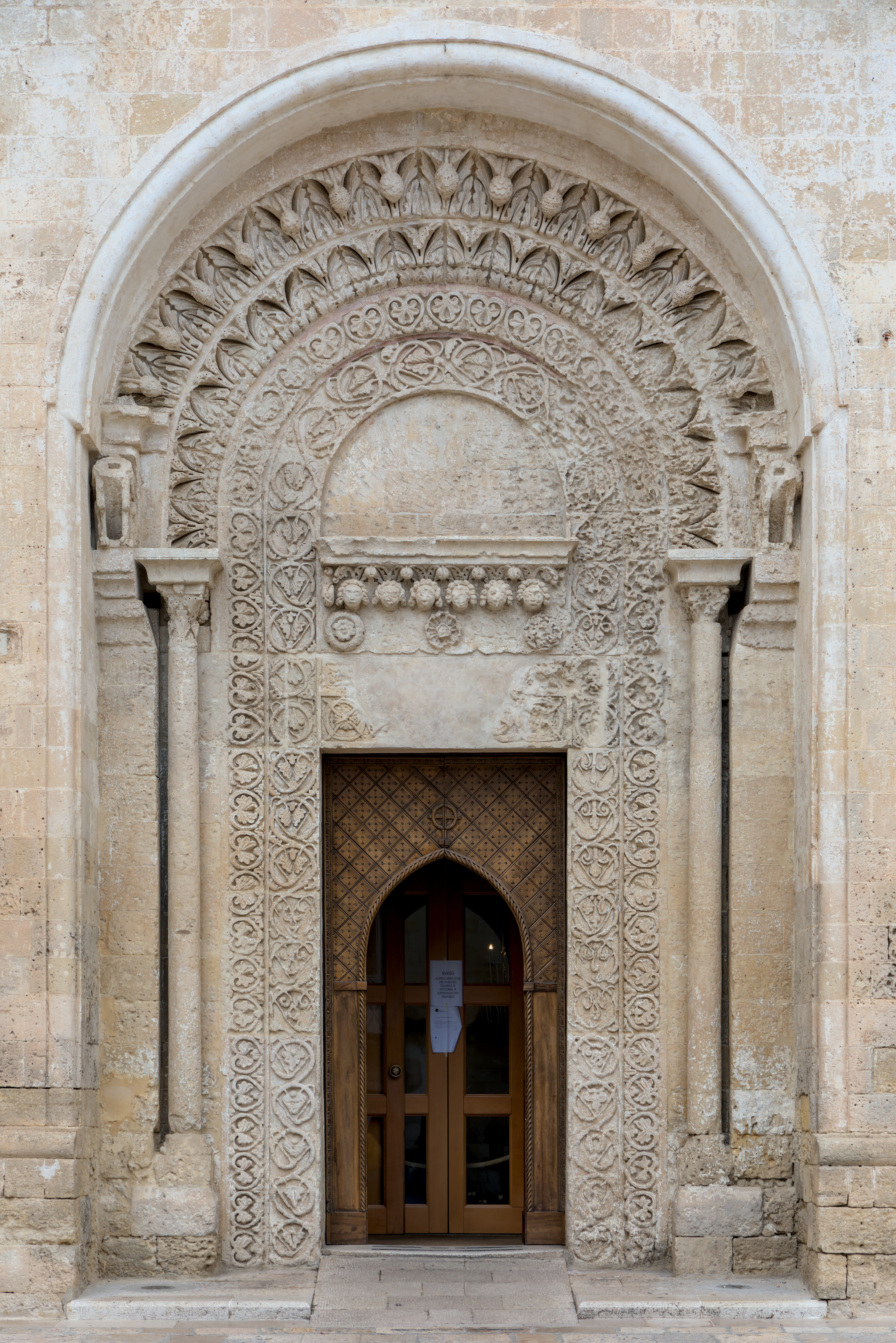
Portail
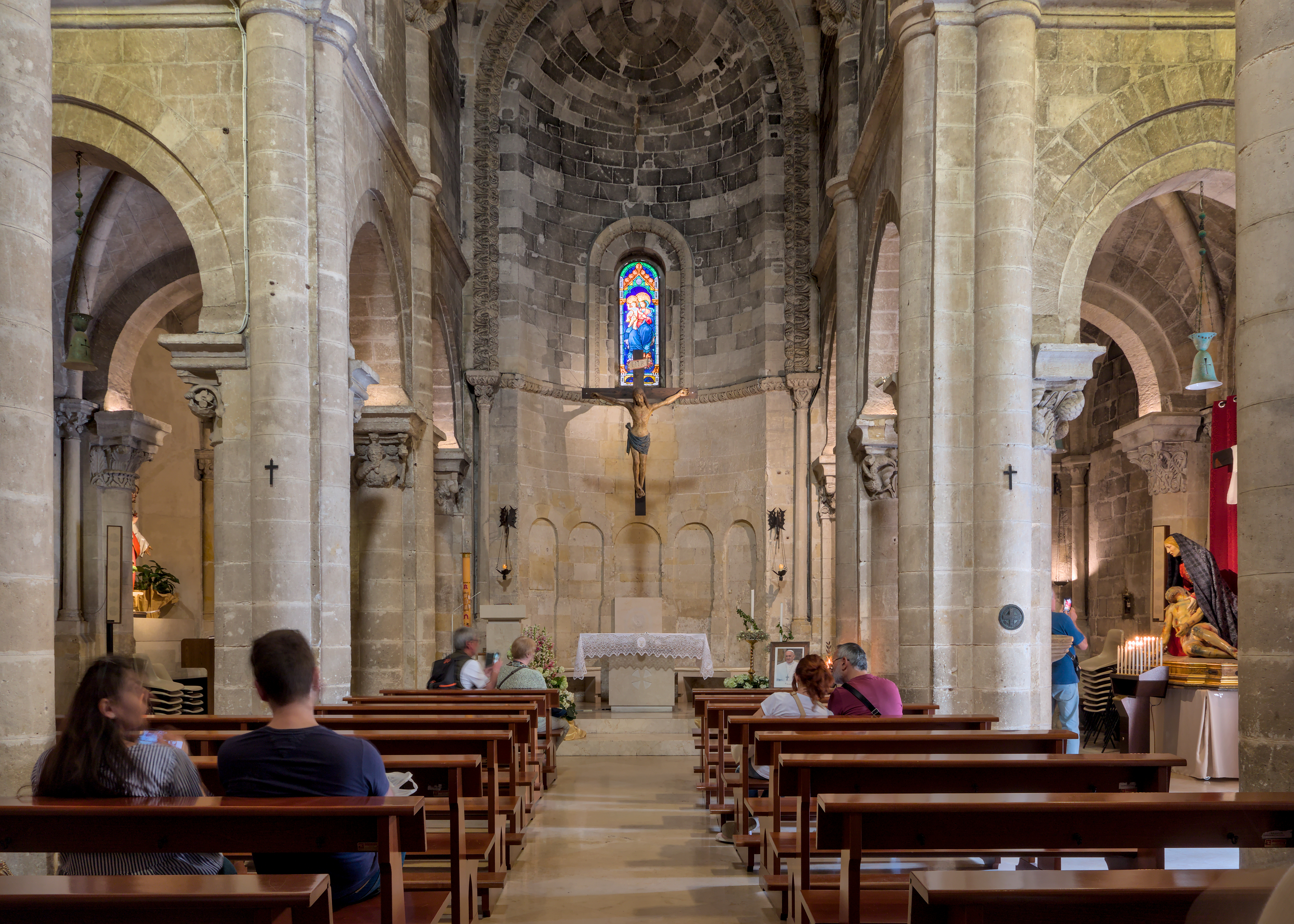
L'intérieur
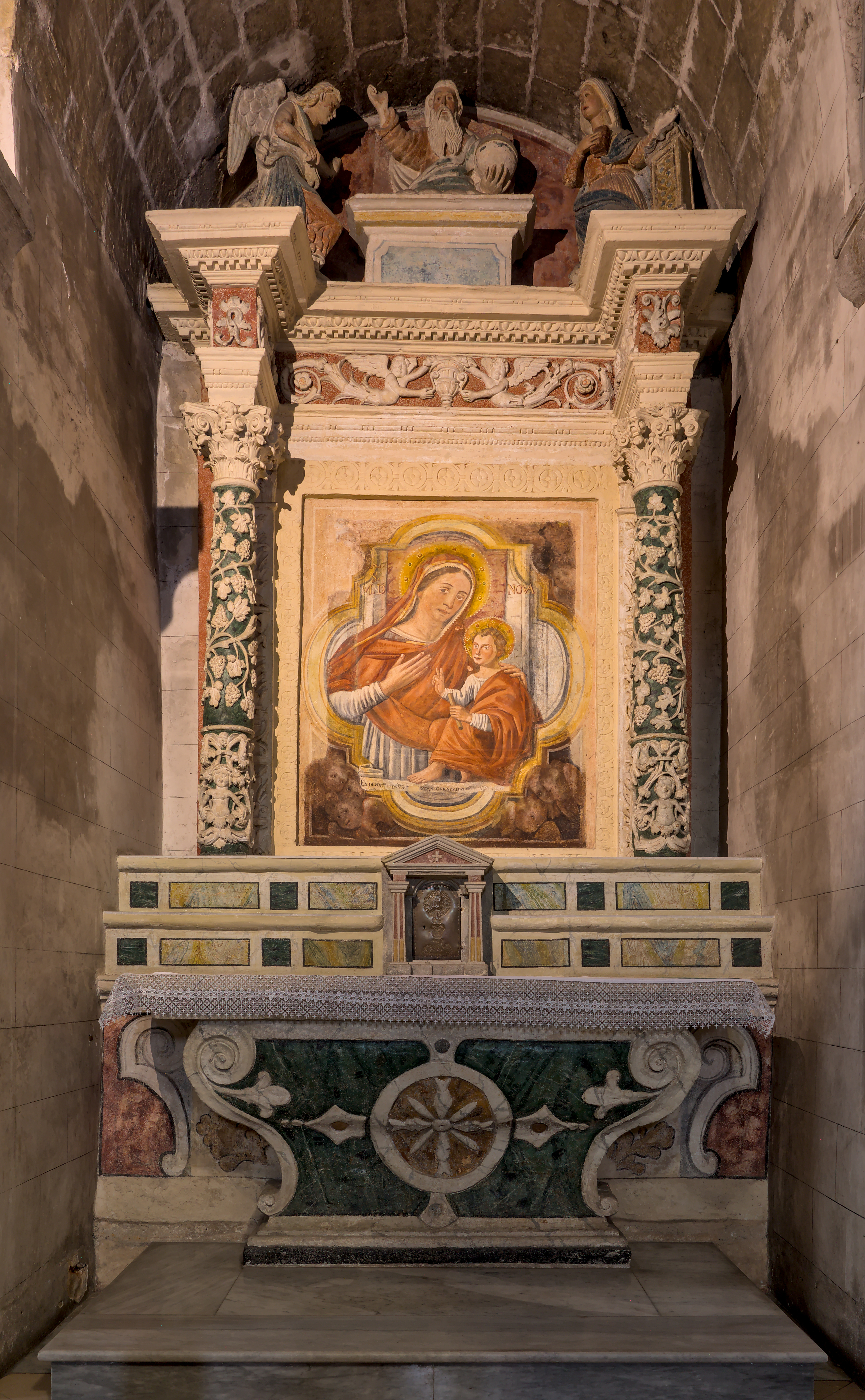
Chapelle de la nef gauche, avec une fresque de Santa Maria la Nova au-dessus d'un autel polychrome
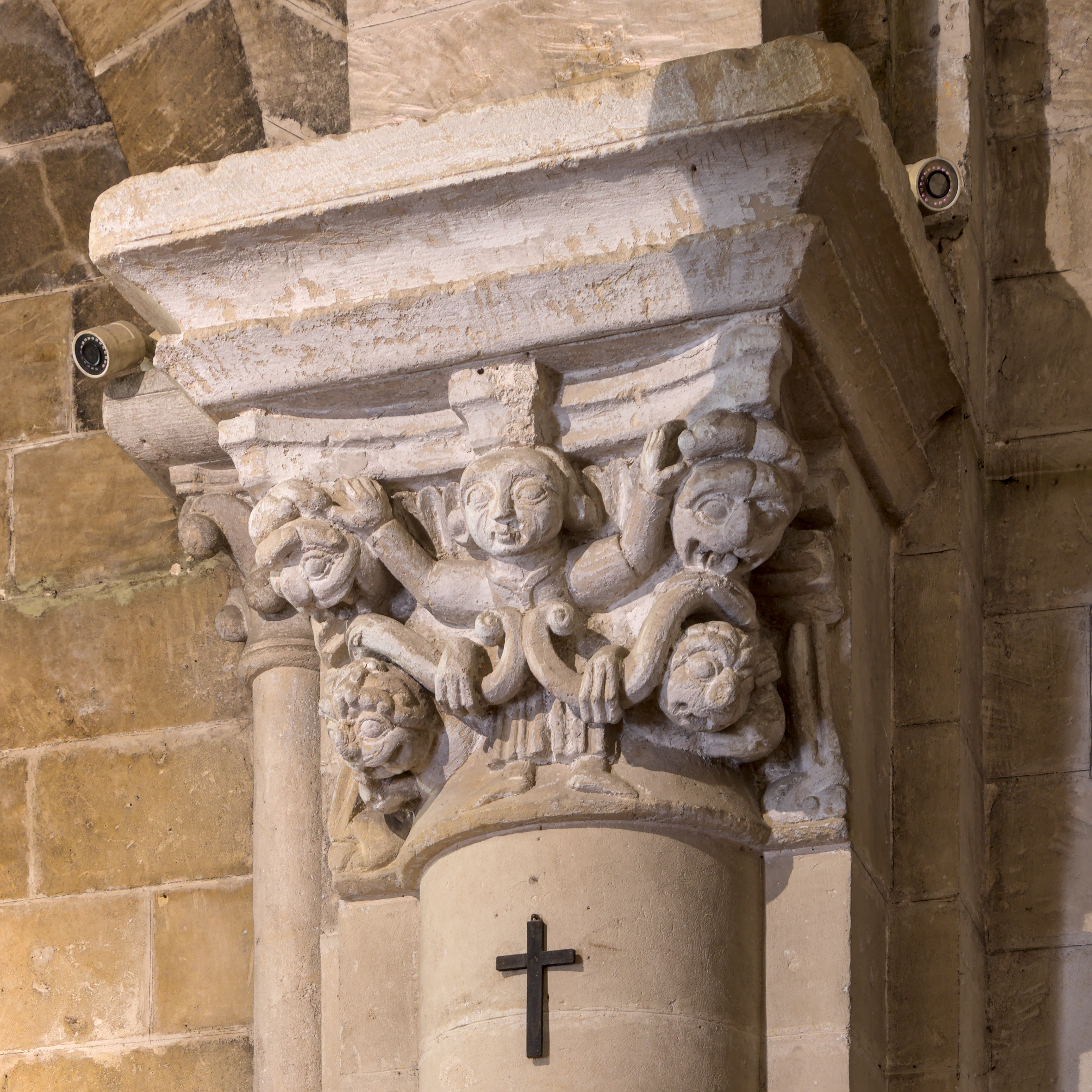
Un chapiteau
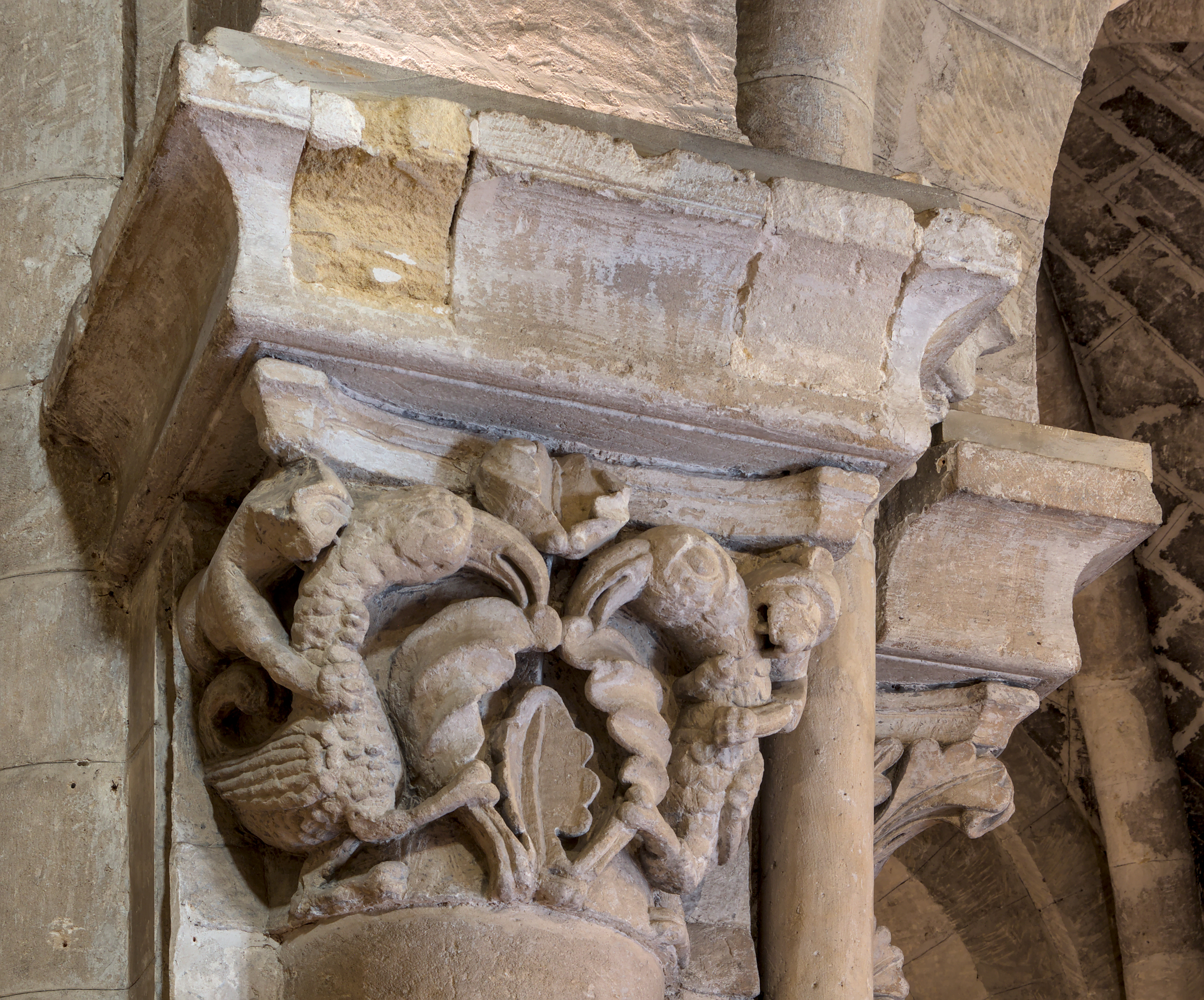
Un chapiteau

## Source
- (it) Cet article est partiellement ou en totalité issu de l’article de Wikipédia en italien intitulé « Chiesa di San Giovanni Battista (Matera) » (voir la liste des auteurs).